# Łukasz
Łukaszⓘ – imię męskie pochodzące od gr. Loukas, co z kolei jest zhellenizowaną formą rzymskiego imienia Lucius, a w związku z tym tak jak Lucjusz, pochodzi od łacińskiego lucius, czyli urodzony o świcie. Inne znaczenie to nosiciel światła, ze względu na pochodzenie imienia od łacińskiego lux które oznacza światło. 
Inne znaczenie to pochodzący z Lukanii (region Włoch), a także ten, który wstaje o świcie.
W styczniu 2025 r. w rejestrze PESEL, wśród publicznie dostępnych danych dotyczących osób żyjących, wykazano 382952 mężczyzn o imieniu Łukasz nadanym jako imię pierwsze, co przekładało się na 11. pozycję na liście najpopularniejszych imion męskich.

## Odpowiedniki w innych językach
- język afrikaans: Lukas
- język albański: Luka
- język angielski: Luke lub Lucas
- język białoruski: Лука (Łuka), Лукаш (Łukaš)
- język bretoński: Lukaz
- język chiński: 吴卡什 (Wǔ kǎ shí) albo 卢克 (Lu‘ke)
- język chorwacki: Luka
- język czeski: Lukáš
- język duński: Lukas
- esperanto: Lukaso, Luko
- język estoński: Lucasso
- język fiński: Luukka, Luukas
- język francuski: Luc
- język grecki: Λουκάς (Loukas)
- język gruziński: ლუკა (Luka)
- język hakka: Lu-kâ
- język hebrajski: לוקה
- język hiszpański: Lucas
- język irlandzki: Lúc, Lúcás
- język islandzki: Lúkas
- język japoński: (transliteracja polskiego) ウカシュ (Ukashu)
- język kataloński: Lluc
- język łaciński: Lucius; Lucas
- język maltański: Luqa
- język niderlandzki: Lucas
- język niemiecki: Lukas
- język norweski: Lukas
- język ormiański: Ղուկաս (Ghukas)
- język perski: لوکا
- język portugalski: Lucas
- język rosyjski: Лука (Łuka)
- język rumuński: Luca
- język serbski: Лука (Luka)
- język słowacki: Lukáš
- język słoweński: Luka
- język szwedzki: Lukas
- język tajski: ลูคา
- język tatarski: Лука (Luka)
- język turecki: Luka
- język walijski: Lŵc
- język węgierski: Lukács
- język włoski: Luca

## Imieniny
Łukasz imieniny obchodzi: 23 stycznia, 17 lutego, 2 marca, 22 kwietnia, 10 września, 18 października, 31 października, 17 grudnia, 20 grudnia (według kalendarza liturgicznego).

## Mężczyźni o imieniu Łukasz
- Łukasz – organista, zm. 1532
- Łukasz II Górka – kasztelan poznański, wojewoda poznański, biskup kujawski
- Luc Besson – francuski reżyser, producent filmowy
- Lucas Braathen – norweski narciarz alpejski
- Lucas Cranach – niemiecki malarz
- Łukasz Cyborowski – szachista
- Łukasz Drapała – piosenkarz
- Łukasz Dziemidok – polski aktor
- Łukasz Dzióbek – polski łyżwiarz figurowy
- Łukasz Ewangelista – święty Łukasz
- Łukasz Fabiański – piłkarz
- Łukasz Grass – dziennikarz
- Łukasz Garguła – piłkarz
- Łukasz Golec – polski muzyk
- Łukasz Górnicki – renesansowy poeta, tłumacz, sekretarz królewski
- Łukasz Sebastian Gottwald – amerykański muzyk, autor tekstów i producent muzyczny
- Lucas Grabeel – amerykański aktor
- Lucas Hernández – francuski piłkarz
- Lukáš Hlava – czeski skoczek narciarski
- Łukasz Jakóbiak – dziennikarz
- Łukasz Jarosz – polski kickbokser oraz karateka
- Łukasz Kadziewicz – siatkarz
- Łukasz Kardas – dziennikarz i prezenter telewizyjny
- Łukasz Kardas – wioślarz
- Łukasz (Kovačević) – serbski biskup prawosławny
- Łukasz (Andrij Kowałenko) – biskup Ukraińskiego Kościoła Prawosławnego Patriarchatu Moskiewskiego
- Łukasz Kruczek – skoczek narciarski, obecnie selekcjoner reprezentacji Włoch w skokach
- Łukasz Liszek – polski judoka
- Luke Littler – brytyjski darter
- Łukasz Łukaszczyk – polski skoczek narciarski
- Łukasz Majewski – polski koszykarz
- Lukas Märtens – niemiecki pływak
- Lukas Meijer – szwedzki piosenkarz
- Luka Modrić – chorwacki piłkarz
- Lukas Müller – austriacki skoczek narciarski
- Łukasz Nowicki – polski dziennikarz
- Łukasz Podolski – piłkarz
- Łukasz Piszczek – piłkarz
- Łukasz Płoszajski – aktor
- Łukasz Rutkowski – polski skoczek narciarski
- Lucius Annaeus Seneca (Minor) – poeta i filozof rzymski
- Łukasz Skorupski – piłkarz
- Łukasz Sówka – żużlowiec
- Łukasz Szumowski – kardiochirurg, polityk
- Łukasz Simlat - aktor
- Łukasz Teodorczyk – piłkarz
- Łukasz Wilczek (1982-) – hokeista
- Łukasz Wilczek (1986-) – koszykarz
- Łukasz Wiśniewski – siatkarz
- Łukasz Watzenrode – biskup warmiński
- Łukasz (Walentin Feliksowicz Wojno-Jasieniecki) – rosyjski biskup prawosławny
- Łukasz Wylężałek – polski reżyser teatralny i filmowy, scenarzysta
- Łukasz Zagrobelny – polski piosenkarz
- Łukasz Zieliński – polski wokalista heavymetalowy
- Łukasz Żygadło – siatkarz
- Luca Toni – włoski piłkarz
- Luca Turilli – włoski muzyk heavymetalowy
- Łukasz Turski – fizyk
- Łukasz Mróz Mrozu – piosenkarz
- Luca Antonini – włoski piłkarz
- Lukas Hofer – włoski biathlonista
- Lucas Leiva – brazylijski piłkarz
- Lucas Vazquez – hiszpański piłkarz
- Lucas Perez – hiszpański piłkarz
- Luke Shaw – angielski piłkarz
- Luke Mitchell – aktor
- Łukasz Gaweł – polski raper
- Łukasz Morawski – polski raper
- Luke Hemmings – australijski muzyk
- Łukasz Długosz – polski flecista